# Мадона Орти (Торино)
Мадона Орти је насеље у Италији у округу Торино, региону Пијемонт.
Према процени из 2011. у насељу је живело 94 становника. Насеље се налази на надморској висини од 252 м.